# قرار مجلس الأمن التابع للأمم المتحدة رقم 1568
قرار مجلس الأمن التابع للأمم المتحدة 1568، المتخذ بالإجماع في 22 تشرين الأول / أكتوبر 2004، بعد إعادة التأكيد على جميع القرارات المتعلقة بالحالة في قبرص، ولا سيما القرار 1251 (1999)، مدد المجلس ولاية قوة الأمم المتحدة لحفظ السلام في قبرص لمزيد من الفترة حتى 15 يونيو 2005.
ودعا مجلس الأمن كلاً من قبرص وشمال قبرص إلى معالجة القضية الإنسانية للمفقودين على وجه السرعة. ورحبت بمراجعة الأمين العام كوفي عنان لقوة الأمم المتحدة لحفظ السلام في قبرص على النحو المطلوب في القرار 1548 (2004) وبتقييمه بأن العنف في الجزيرة غير مرجح على نحو متزايد.
وبتوسيع ولاية قوة الأمم المتحدة لحفظ السلام في قبرص، طلب القرارمن الأمين العام أن يقدم تقريرا إلى المجلس عن تنفيذ القرار الحالي، ويؤيد كذلك تعديلاته على مفهوم العمليات ومستوى القوة في القوة عن طريق خفض مستويات القوات وزيادة عدد أفراد الشرطة زيادة طفيفة. وحث الجانب القبرصي التركي على إعادة الوضع العسكري إلى ما كان عليه في ستروفيليا قبل 30 حزيران / يونيه 2000، ودعا إلى إنهاء القيود المفروضة على عمليات قوة الأمم المتحدة لحفظ السلام في قبرص.

## روابط خارجية
- نص القرار في undocs.org